# Carmen Romero
Pour les articles homonymes, voir Romero et López.
Carmen Romero, de son nom complet María del Carmen Julia Romero López, née à Séville le 15 novembre 1946, est une personnalité politique et syndicaliste espagnole.

## Biographie
Elle est membre du comité exécutif de la fédération de l'enseignement de l'Union générale des travailleurs (UGT) de 1977 à 1987, députée de la circonscription de Cadix au Congrès pour le Parti socialiste ouvrier espagnol (PSOE) pendant plus de quatorze ans (1989-2004) et membre du Parlement européen de 2009 à 2014.
De 1968 à 2008 elle est mariée avec Felipe González Márquez, le président du gouvernement espagnol de 1982 à 1996.